# (898) Hildegard
(898) Hildegard ist ein Asteroid des Hauptgürtels, der am 3. August 1918 vom deutschen Astronomen Max Wolf in Heidelberg entdeckt wurde.
Benannt ist der Asteroid nach der Heiligen Hildegard von Bingen.